# Campionato di calcio della Palestina/Eretz Israele 1942-1943
Il Campionato di calcio della Palestina/Eretz Israele 1942-1943 è stata la 9ª edizione del campionato di calcio del Mandato britannico della Palestina (poi divenuto campionato israeliano di calcio, dopo la fondazione di Israele nel 1948).
Secondo le ricerche svolte nel 2002 dalla Rec.Sport.Soccer Statistics Foundation, per tale edizione la PFA dispose la disputa di tre campionati regionali (relativi alle regioni di Haifa, di Tel Aviv e di Gerusalemme) e di un triangolare finale per decidere il campione nazionale. Mentre il campionato di Haifa non venne terminato, il club dell'Homenetmen (oggi scomparso), campione di Gerusalemme, rifiutò di incontrarsi con il Maccabi Tel Aviv, campione di Tel Aviv. Quest'ultima squadra non fu, comunque, ufficialmente proclamata campione dalla PFA.

## Verdetti
- Titolo 1942-1943 non assegnato